# Kristian Pitshugin
Kristian Pitshugin, född 18 juli 2001, är en israelisk simmare.

## Karriär
Vid europamästerskapen i simsport 2024 tog Pitshugin brons på 50 meter bröstsim.